# کرووموو
کرووموو (به لاتین: Krumovo) یک منطقهٔ مسکونی در بلغارستان است که در شهرستان اکساکاوو واقع شده‌است. کرووموو ۱۶۴ نفر جمعیت دارد.